# Comocladia repanda
Comocladia repanda là một loài thực vật có hoa trong họ Đào lộn hột. Loài này được S.F.Blake mô tả khoa học đầu tiên năm 1918.